# Tooth, Fang & Claw
Albums de Ted Nugent & The Amboy Dukes
Call of the Wild
(1974) Ted Nugent
(1975)
Tooth, Fang & Claw est un album studio de Ted Nugent & The Amboy Dukes.
Paru en 1974 sur le label de Frank Zappa, DiscReet Records, cet album est le deuxième et dernier que Ted Nugent enregistra sous ce nom. Il comprend deux titres, Hibernation et Great White Buffalo qui deviendront des incontournables dans les prestations en public de Ted Nugent, on peut les trouver notamment sur l'album Double Live Gonzo. La chanson Sasha est en l'honneur de la naissance de sa fille.
Ted Nugent écrivit tous les titres à l'exception de la reprise de Chuck Berry, Maybelline. Le Rev. Atrocious Theodoieus qui est crédité sur l'album est Ted Nugent lui-même.
Il sortira avec l'album précédent, Call of the Wild, dans la collection "Two Originals Of" du label Warner Bros Records.
Tooth, Fang & Claw est aussi le titre d'une chanson figurant sur l'album de 1995, Spirit of the Wild.

## Liste des titres
- Toutes les compositions sont de Ted Nugent sauf indication.

1. Lady Luck - 5:59
2. Living in the Woods - 3:54
3. Hibernation (instrumental) - 9:24
4. Free Flight (instrumental) - 4:04
5. Maybelline (Berry) - 3:28
6. The Great White Buffalo - 4:57
7. Sasha - 3:07
8. No Holds Barred - 4:53

## Musiciens
- Ted Nugent : guitares, chant, percussions.
- Rob Grange : basse.
- Vic Mastrianni : batterie, percussions.
- Andy Jezowski : chant.